# Edward Rydz-Śmigły
Edward Rydz-Śmigły (11. marts 1886 Brzeżany – 2. december 1941 Warszawa) var en polsk general, og polsk øverstkommanderende under felttoget i Polen i 1939. Under 1. verdenskrig var han i tjeneste i den østrig-ungarske hær.